# سیارک ۶۵۲۸
سیارک ۶۵۲۸ (به انگلیسی: 6528 Boden، نامگذاری:1993FL24) شش هزار و پانصد و بیست و هشتمین سیارک کشف شده‌است که در ۲۱ مارس ۱۹۹۳ کشف شد.
قدر مطلق سیارک برابر ۱۳٫۸۰ است.